# Karel Jarolím
Karel Jarolím (* 23. August 1956 in Čáslav, Tschechoslowakei) ist ein ehemaliger tschechischer Fußballspieler und derzeitiger -trainer.

## Spielerkarriere
Karel Jarolím spielte in seiner Jugend für Třemošnice. 1971 wechselte er zu VCHZ Pardubice. Dort kam er zu seinen ersten Einsätzen im Herrenbereich. 1977 wurde der Mittelfeldspieler von Slavia Prag verpflichtet. Von 1978 bis 1980 absolvierte er seinen Wehrdienst bei Dukla Prag und Dukla Tábor und kehrte anschließend zu Slavia zurück. Von 1982 bis 1987 absolvierte Jarolím 13 Spiele für die Tschechoslowakische Nationalmannschaft.
1987 ging Jarolím nach Frankreich und spielte drei Jahre in der zweiten Liga für den FC Rouen. Die Saison 1990/91 verbrachte er bei Amiens SC sogar noch eine Etage tiefer. Im Anschluss kehrte er in die Tschechoslowakei zurück und spielte wieder für Slavia Prag. Nach nur einem Jahr wechselte er erneut den Verein und ging in die 2. Liga zu Viktoria Žižkov, blieb dort aber nur ein halbes Jahr. Von 1993 bis 1994 spielte Jarolím für den Zweitligisten FK Švarc Benešov, in der Saison 1994/95 für FC Bohemians Prag. Seine aktive Laufbahn beendete er nach der Saison 1995/96, in der er für den FC Brümmer Česká Lípa spielte.

## Erfolge
- Tschechoslowakischer Meister 1978/79 mit Dukla Prag

## Trainerkarriere
Jarolíms erste Trainerstation war FC Dukla in der Spielzeit 1997/98. Ab 1999 arbeitete er als Assistent bei Slavia Prag, am 14. Spieltag der Saison 2000/01 löste er František Cipro als Cheftrainer ab. Im Sommer 2001 nahm er das Angebot an, als Co-Trainer bei Racing Straßburg zu arbeiten. Im August 2003 wurde er vom tschechischen Erstligisten 1.FC SYNOT als hauptverantwortlicher Trainer engagiert. 2004/05 führte er den inzwischen in 1. FC Slovácko umbenannten Klub trotz zwölf Punkten Abzug zum Klassenerhalt. Im Sommer 2005 kehrte er zu Slavia Prag zurück. Am 30. März 2010 trat Jarolím als Trainer von Slavia Prag zurück, bevor er für die Saison 2010/11 erneut zurückgeholt wurde. Nach einem unbefriedigenden Saisonstart trat Jarolím Ende September 2010 von seinem Amt zurück. Mitte Oktober unterschrieb der Tscheche einen Vertrag bis Juni 2012 beim slowakischen Traditionsklub ŠK Slovan Bratislava. Im August 2011 wurde Jarolím Trainer vom Al-Ahli in Saudi-Arabien. Dort erreichte er in der Saison 2011/12 die Vizemeisterschaft. Im April 2013 verließ er den Klub und heuerte einige Monate später bei al-Wahda in den Vereinigten Arabischen Emiraten an. Er wurde jedoch schon im November 2013 wieder entlassen.
Anfang 2014 verpflichtete ihn der FK Mladá Boleslav als Nachfolger von Ladislav Minar. In der Spielzeit 2013/14 führte er seine Mannschaft zum dritten Platz und damit zur Qualifikation zur Europa League. In der darauffolgenden Spielzeit konnte er dies mit seinem Team ebenso wie in der Saison 2015/16 wiederholen.
Am 1. August 2016 löste Jarolím seinen Vertrag in Mladá Boleslav auf und übernahm den Posten als Cheftrainer der tschechischen Nationalmannschaft. In der folgenden Qualifikation zur Weltmeisterschaft 2018 in Russland verpasste Tschechien als Gruppendritter die Teilnahme an der Endrunde. Nach einer Testspielniederlage am 10. September 2018 mit 1:5 gegen Russland wurde Jarolím entlassen.

## Familie
Seine zwei Söhne David und Lukáš waren beide professionelle Fußballspieler, ebenso sein Neffe Marek Jarolím.